# Atentado de la iglesia de Saint-Étienne-du-Rouvray
El 26 de julio de 2016, en Normandía,  norte de Francia, Malik Petitjean y Adel Kermiche, dos terroristas del DAESH mataron a  un sacerdote de 85 años, Jacques Hamel (nacido en 1930 en Darnétal), de la iglesia de Saint-Étienne-du-Rouvray, durante la misa. Dos monjas y dos feligreses fueron cogidos como rehenes. Los atacantes fueron abatidos por disparos de la Policía de Ruan de la brigada especial (BRIZNA) cuando salieron de la iglesia, usando a las dos monjas retenidas como escudos humanos.
El presidente francés François Hollande se desplazó al lugar de los hechos, alegando que los atacantes actuaron en apoyo de la banda terrorista ISIL. The Telegraph informó que los atacantes gritaron "Daesh" antes de degollar al sacerdote. El Estado Islámico dijo que el ataque en la iglesia en Normandía fue llevado a cabo por dos "soldados" del grupo. Otra persona ha sido detenida después de los ataques. El incidente está siendo investigado por el juez antiterrorista.

## Acontecimientos
La policía fue alertada por una monja, que estaba presente cuando empezó el ataque y consiguió escapar.
La monja dijo a los medios de comunicación que los atacantes hablaban en árabe y blandiendo un cuchillo, hicieron arrodillar al sacerdote. Cuando el sacerdote fue atacado, ella se escabulló al exterior sin que los atacantes lo notaran, avisando a la policía. La policía dijo que el sacerdote había sido degollado. Un segundo rehén, una anciana de 86 años que fue herida en el cuello, permaneció en estado crítico. hasta que pudo recuperarse.
El canal de noticias francés BFM TV informó que uno de los atacantes, que nació y vivía en el mismo pueblo de Saint-Étienne-du-Rouvray, trató de viajar a Siria en 2015, pero había sido rechazado por las autoridades en la frontera turca y, como resultado, pasó unos meses en una prisión francesa, siendo puesto en libertad en marzo de 2016. Después de su liberación, se le colocó un brazalete electrónico, que le obligaba a vivir en casa de sus padres, cerca de la iglesia, y sólo podía salir de casa por las mañanas entre las 08:30 y las12:30. Fue identificado como Adel Kermiche (19 años), francés de origen argelino. El otro atacante, Abdel Malik Nabil Petitjean, también de 19 años, que también estaba fichado como radical desde el 29 de junio de 2016, cuando también había intentado desplazarse a Siria, vivía con su madre en Aix-les-Bains, donde había hecho el bachillerato en 2015. Malik Petitjean abandonó su domicilio el día antes del atentado. Ambos se grabaron juntos declarando lealtad al Estado Islámico.

## Reinvidicacion del acto por Daesh
El grupo terrorista Estado Islámico se atribuyó, en un comunicado difundido por la agencia yihadista Amaq, el atentado perpetrado contra una iglesia católica de la localidad de Saint-Etienne-du-Rouvray, en el noroeste de Francia. "Los asaltantes de la iglesia de Normandía son dos soldados del Estado Islámico que actuaron en respuesta al llamado del ISIS a atacar a los países de la coalición", en referencia a los Estados que integran la alianza antiterrorista liderada por Estados Unidos, en Irak y Siria. Al contrario que en los anteriores ataques de Niza, Wurzburgo y Ansbach, el comunicado se hizo público a las pocas horas del suceso.

## Reacciones
- Francia — El presidente de Francia François Hollande y el Ministerio del Interior de Francia Bernard Cazeneuve se dirigieron de inmediato al lugar de los acontecimientos. El Presidente Hollande realizó una intervención pública en la que ha culpabiliza al Estado Islámico del ataque: "Estamos viviendo una época de amenazas muy elevadas. Estamos ante un grupo, Daesh, que nos ha declarado la guerra. Nosotros somos una democracia y hoy, después de la muerte de este sacerdote, tengo un recuerdo y doy todo mi apoyo a los católicos de Francia. Debemos estar juntos. Los católicos han sido golpeados, pero todos los franceses nos sentimos consternados. Debemos estar juntos."[13][14]
- Santa Sede — El papa Francisco ha mostrado su “dolor y horror” por la toma de una iglesia y el asesinato del sacerdote Jacques Hamel, de 84 años de edad, durante la celebración de una misa en el norte de Francia El portavoz de la Santa Sede, el P. Federico Lombardi, subrayó la “condena radical” que el papa ha hecho del acto.[15][16]
- Argentina —  El Gobierno de Argentina condenó el ataque y la toma de rehenes en una iglesia católica de Saint Etienne du Rouvray en las afueras de Rouen, en la Normandía francesa, indicando "La República Argentina hace llegar sus condolencias y solidaridad al gobierno y al pueblo francés, así como a los familiares y la congregación de la víctima", en un comunicado difundido por el Ministerio de Relaciones Exteriores y Culto.[17]
- Estados Unidos — El Gobierno de Estados Unidos condenó en duros términos el ataque a una iglesia católica en Francia y ofreció ayuda al gobierno del país europeo en la lucha contra el Terrorismo.[17]
- Paraguay — El Gobierno de Paraguay condenó el acto de barbarie en Francia y ofreció las condolencias a las víctimas del hecho.[18][17]
- Panamá — El Gobierno de Panamá expresó su "consternación" por la muerte de un sacerdote católico en una iglesia de Normandía, Francia, a manos de un grupo de terroristas.[19][20]